# Mirosława Sarna
Pour les articles homonymes, voir Sarna.
Mirosława Kazimiera Sarna, née Sałacinska le 8 juin 1942 à Łódź, est une ancienne athlète polonaise.
Mirosława Sarna prit part aux Jeux olympiques d'été de 1968 à Mexico sans obtenir de médaille (éliminée avec le relais 4 × 100 m et cinquième au saut en longueur).
Elle obtint un titre et plusieurs médailles au niveau européen.

## Palmarès

### Jeux olympiques d'été
- Jeux olympiques d'été de 1968 à Mexico ( Mexique)
  - 5eau saut en longueur
  - éliminée lors des qualifications en relais 4 × 100 m

### Championnats d'Europe d'athlétisme
- Championnats d'Europe d'athlétisme de 1969 à Athènes ( Royaume de Grèce)
  -  Médaille d'or au saut en longueur

### Jeux européens d'athlétisme en salle
- Championnats d'Europe d'athlétisme en salle de 1969 à Belgrade ( Yougoslavie)
  - 6e au saut en longueur

### Championnats d'Europe d'athlétisme en salle
- Championnats d'Europe d'athlétisme en salle de 1970 à Vienne ( Autriche)
  - 5e sur 60 m
  -  Médaille de bronze au saut en longueur
- Championnats d'Europe d'athlétisme en salle de 1973 à Rotterdam ( Pays-Bas)
  -  Médaille de bronze au saut en longueur